# Халмахера
Халмахера (на индонезийски: Pulau Halmahera; остар. Джилоло, Джайлоло) е най-големият от Молукските острови. Част е от провинция Северно Молуку на Индонезия, а административния център на провинцията, Софифи, се намира на западния бряг на острова.
Островът има площ 17 780 km2 и е най-големият индонезийски остров извън петте главни острова на страна. Населението му възлиза на 450 000 души към 2010 г., но в днешно време е около 450 000 души. Приблизително половината от населението е мюсюлманско, като другата половина е християнско.

## Етимология
Името на острова има малайски корен и се превежда като „голяма земя“. Кръстен е така от местните жители на близките острови, които по размер са много по-малки.

## География
Остров Халмахера е разположен в източната част на Малайския архипелаг и в северната част на Молукските острови. На запад бреговете му се вият от водите на Молукско море, на североизток – от водите на Тихия океан, а на югоизток – от водите на море Халмахера. Край бреговете му са разположени множество по-малки острови: на запад са островите Тернате, Тидоре, Мота, Макиан, Кайоа и др.; на югозапад протока Патинти го отделя от остров Бачан и архипелага Оби; на изток протока Джайлоло – от групата острови Вайгео; на север е остров Моротай. Остров Халмахера има много сложна конфигурация. От централната му част се разклоняват 4 големи полуострова – Северен (дължина 140 km), Североизточен (105 km), Източен (90 km) и Южен (175 km), като между тях дълбоко в сушата се вклиняват заливите Кау (на север), Були (на изток) и Веда (на югоизток). Халмахера е остров с вулканичен произход. Част е от островна дъга, включваща и архипелага Раджа Ампат. Тя е повдигана от северното движение на Австралия и субдукцията на Тихоокеанската плоча. Дуконо е активен вулкан в северната част на острова, а Ибу – в северозападната му част. Максималната височина е вулкана Гамконора 1560 m. Климатът е екваториален, като целогодишно температурата на въздуха е 25 – 28°С, а годишната сума на валежите 2000 – 3000 mm. Покрит е с влажни вечнозелени гори.

## История
Историята на Халмахера е тясно свързана с тази на по-малките острови Тернате и Тидоре, намиращи се близо до западния бряг на острова. На тези острови са разположени големи кралства преди Нидерландската източноиндийска компания да колонизира целия архипелаг. През Втората световна война японците създават военноморска база в залива Као във вътрешността на острова.
През 1999 – 2000 г. Халмахера е обхванат от насилие, което започва като чисто етнически спор между жителите на християнския район Као и мюсюлманския Малифут, но по-късно прераства в религиозен конфликт, разпространявайки се в по-голямата част от Северно Молуку. Хиляди жители на Халмахера загиват в сраженията между религиозните милиции. През юни 2000 г. около 500 души се удавят, когато ферибот с бежанци от Халмахера потъва близо до северния бряг на Сулавеси.
Провинциалното управление се упражнява от Тернате до 2010 г., когато статут на провинциална столица получава село Софифи, разположено на Халмахера.

## Екология
Нелетящата птица Habroptila wallacii е ендемична за острова. Първото подробно описание на острова прави Алфред Ръсел Уолъс през 1869 г. Той счита Уолъсовата вимпелокрила райска птица за едно от най-големите си открития.

## Икономика
Главен отрасъл са плантациите с кокосови палми. Отглеждат се също ориз, какао, кафе, захарна тръстика, копра и подправки.
Към днешно време се провежда планиране и проучване за добиване на никел и кобалт в централните и северните части на острова.